# آلفين دارلينغ
آلفين دارلينغ (بالإنجليزية: Alvin Darling)‏ هو كاتب أغاني أمريكي، ولد في 23 ديسمبر 1948 في نيوآرك في الولايات المتحدة.